# Jake Clarke-Salter
Jake Liam Clarke-Salter (ur. 22 września 1997 w Londynie) – angielski piłkarz występujący na pozycji obrońcy w angielskim klubie Coventry City. Wychowanek Chelsea, w trakcie swojej karierze grał także w takich zespołach, jak Bristol Rovers, Sunderland, Vitesse oraz Birmingham City. Młodzieżowy reprezentant Anglii.